# ルイ・ゲーハ
ルイ・ゲーハ (Ruy Guerra, 1931年8月22日 - ) は、ブラジルの俳優、映画監督、脚本家である。

## 人物・来歴
ポルトガル領であったモザンビークのマプト生まれ。パリの高等映画学院で学ぶ。
日本公開作品は少ないが、ベルリン国際映画祭の銀熊賞を2度受賞、カンヌ国際映画祭のパルム・ドールに3度ノミネートされるなど活躍している。

## 主な作品

### 監督
- 良心なき世代 Os Cafajestes (1962)
- A Queda (1983)ベルリン国際映画祭審査員グランプリ受賞
- エレンディラ Eréndira (1983)
- 三文オペラ/リオ1941 Ópera do Malandro (1986)

### 出演
- アギーレ/神の怒り Aguirre, der Zorn Gottes (1972)